# Sīāh Darvīshān
Sīāh Darvīshān (persiska: سیاه درویشان) är en ort i Iran.   Den ligger i provinsen Gilan, i den nordvästra delen av landet, 260 km nordväst om huvudstaden Teheran. Antalet invånare är 956.
Terrängen runt Sīāh Darvīshān är mycket platt. Runt Sīāh Darvīshān är det tätbefolkat, med 493 invånare per kvadratkilometer. Närmaste större samhälle är Rasht, 18,6 km sydost om Sīāh Darvīshān. Trakten runt Sīāh Darvīshān består till största delen av jordbruksmark.